# L'ennemi est parmi nous
Les Etats-Unis dans un futur proche. William FOSTER, Président du pays, met un frein au pouvoir sans cesse croissant des militaires. Au pentagone, par leur nouveau statut, les généraux, menés par le général LLOYD tendent un piège au maitre de la maison blanche. Un piège au terme duquel ils prendraient le pouvoir. Seul le Colonel Mac CASEY peut encore empêcher le pire de survenir et aux pays de basculer sous une audieuse tyranie... 
L'ennemi est parmi nous (The Ennemy Whitin) est un téléfilm américain de Jonathan Darby diffusé en 1994.

## Synopsis
Un colonel doit tenter de stopper le complot contre le président des états unis.

## Fiche technique
- Titre original : The Ennemy Whitin
- Titre québécois : Coup d'État à Washington[1]
- Réalisation : Jonathan Darby
- Durée : 86 minutes
- Pays :  États-Unis
- Genre : Thriller
- Date de première diffusion : 20 août 1994 (États-Unis)

## Distribution
- Forest Whitaker : le colonel MacKenzie « Mac » Casey
- Jason Robards : le général R. Pendleton Lloyd
- Sam Waterston : le Président Foster
- Dana Delany : Betsy Corcoran
- George Dzundza : Jake
- Isabel Glasser
- Josef Sommer